# Житомирський апеляційний суд
Житомирський апеляційний суд — загальний суд апеляційної (другої) інстанції, розташований в місті Житомирі, юрисдикція якого поширюється на Житомирську область.
Суд утворений 23 червня 2018 року на виконання Указу Президента «Про ліквідацію апеляційних судів та утворення апеляційних судів в апеляційних округах» від 29 грудня 2017 року, згідно з яким мають бути ліквідовані апеляційні суди та утворені нові суди в апеляційних округах.
Апеляційний суд Житомирської області здійснював правосуддя до початку роботи нового суду, що відбулося 3 жовтня 2018 року.
Указ Президента про переведення суддів до нового суду прийнятий 28 вересня 2018 року.

## Структура
Структура суду передбачає посади голови суду, його заступника, керівника апарату, його заступника, суддів, їх помічників, секретарів, судових розпорядників, інші відділи та сектори.
Суддівський корпус формує судові палати: у цивільних справах та кримінальних справах. З числа суддів, що входять до палати, обирається її секретар.

## Керівництво
Голова суду — Жизнєвський Юрій Васильович
 Заступник голови суду — Борисюк Роман Миколайович
 Керівник апарату — Павлюк Таміла Петрівна.

## Стан здійснення правосуддя
Державна судова адміністрація України, проаналізувавши діяльність судів у першому півріччі 2020 року, дійшла висновку, що Житомирський апеляційний суд вчасно розглядає судові справи, ефективно використовуючи трудові та фінансові ресурси. За цим показником він увійшов до п'ятірки найкращих в Україні.